# Palamedes (mitología griega)

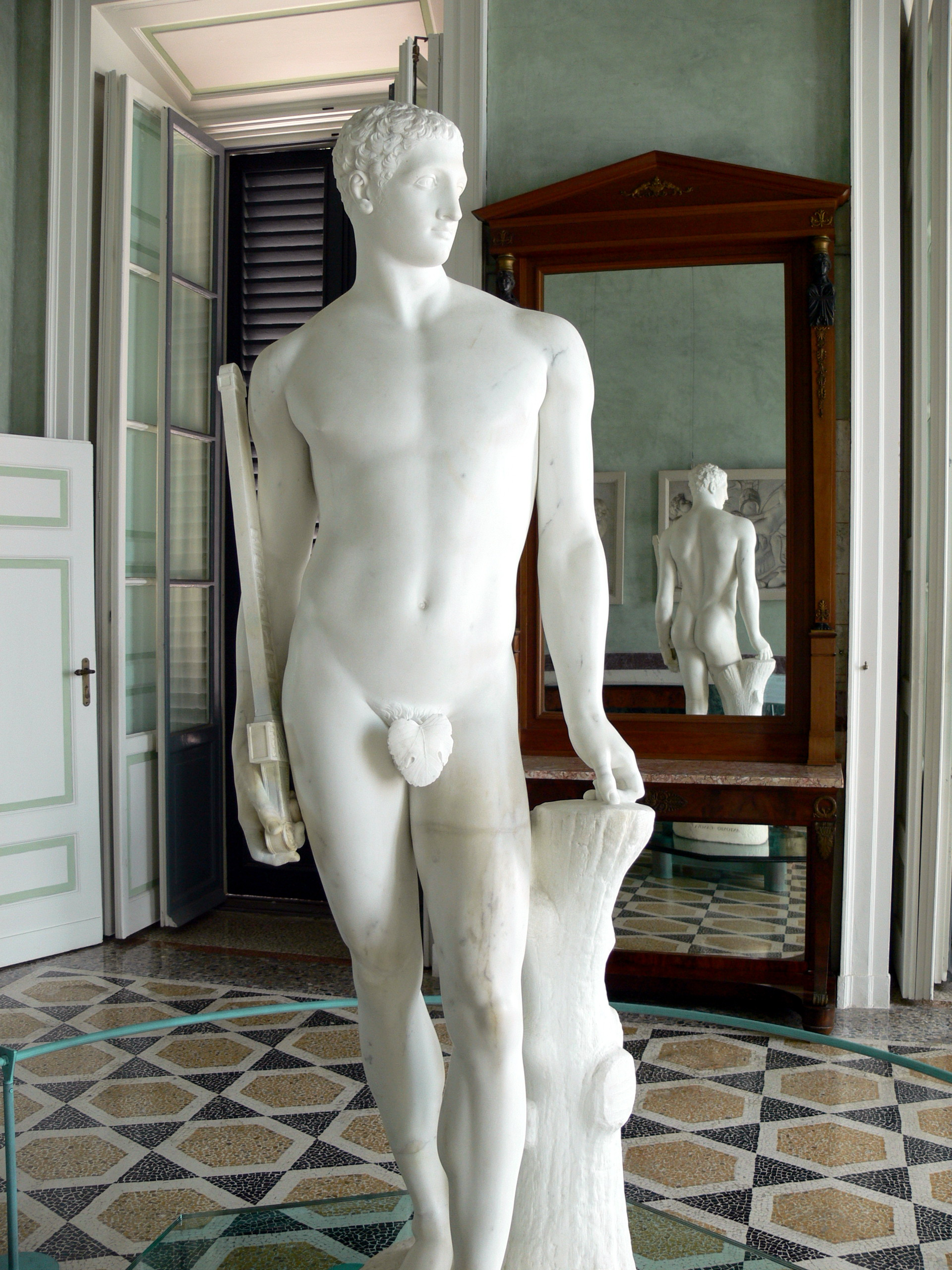
Estatua de Palamedes esculpida por Antonio Canova.

En la mitología griega, Palamedes (en griego Παλαμήδης) de Argos, hijo de Nauplio, era un héroe de ingeniosidad proverbial. Su madre era conocida como Clímene, hija de Catreo.

## Historia
Cuando el príncipe troyano Paris rapta a Helena, esposa de Menelao, rey de Esparta, se desencadena la guerra de Troya. Odiseo (Ulises), rey de Ítaca, es reticente a abandonar su esposa e hijo por causa de la mujer de un espartano, e intenta zafarse de la obligación de acudir a la guerra fingiendo estar loco: ataviado como un labrador, con un arado tirado por un buey y un asno (o un caballo) labra surcos a los que echa sal en lugar de semillas. Pero Palamedes descubre astutamente el engaño valiéndose de Telémaco, hijo de Odiseo: saca al niño de la cuna y lo pone sobre la tierra en la trayectoria del arado. 

Por lo tanto, al enterarse de que unos emisarios iban a presentarse ante él, fingió estar loco, se puso un gorro y unció al arado un caballo y un buey. Palamedes, nada más verlo, se dio cuenta de que fingía. Sacó entonces al hijo de Ulises de la cuna, lo puso debajo del arado y dijo: «Deja de fingir y únete a los conjurados». Entonces Ulises dio la palabra de que iría. Ése fue el motivo de su enemistad con Palamedes.
Higino, fábula 95, 2

En venganza, Odiseo falsificó una carta con el supuesto de que el rey de Troya, Príamo, había propuesto a Palamedes traicionar a los griegos a cambio de oro. Odiseo escondió el oro en la tienda de Palamedes y este fue lapidado hasta la muerte por el ejército griego. Versiones alternativas narraban que Diomedes y Odiseo lo ahogaron mientras estaba pescando, o que Diomedes y Odiseo taparon la entrada de un pozo donde Palamedes había descendido para buscar un supuesto tesoro, o que Paris lo mató en batalla o que Odiseo lo asesinó tras calumniarlo ante Agamenón.
Nauplio vengó la muerte de su hijo haciendo estrellarse contra escollos a  parte de la flota griega mediante señales falsas a la vuelta de Troya. Además, recorrió Grecia incitando a varias esposas de los caudillos aqueos a que cometieran adulterio.

## Invenciones
De Palamedes se decía que había inventado el ajedrez y el juego de los dados. Higino, en sus Fábulas, le atribuye la invención de parte del alfabeto griego.
Filóstrato le atribuye las invenciones de los faros, de la balanza, del disco y de la guardia con centinelas. Probablemente, los inventos atribuidos a Palamedes tuvieran su origen en Creta.